# 潘雲翼
潘雲翼（？—1644年），號翔公，山西太原府宁化千户所（治所在今山西宁武县西南八十五里宁化乡）官籍，直隶庐州府合肥县人。明朝政治人物。

## 生平
万历三十四年（1606年）丙午科山西乡试举人，四十一年（1613年）癸丑科進士，历任河南郏县、太康县知县，泰昌元年十月考选，授湖广道御史，陈救急八款：简戎政之任、储边疆之才、固山海之防、设蓟门之备、联中外之心、鼓士卒之气、严奸细之禁、远哨探之役，章下所司。天啓二年四月，奉差巡按两关兼辽东监军。五年四月，升太仆寺少卿，六年会推保定巡抚时，以《三朝要典》疏内称杨涟无罪去国，忠臣扼腕，岂是公言，著冠带闲住。崇祯元年复原官。
天啓六年五月初六日，京城王恭厂大爆炸，潘云翼夫人，虽同来京已十年，夫妻不相见，夫人独住后房一带，日事持斋诵佛。变起之时，夫人抱一铜佛跪于中庭，其房片瓦不动，前房十妾俱压重土之下。
崇祯十七年甲申，李自成攻太原，云翼经画守城事，作《乘城信地录》，后城破，为贼所囚，死狱中。

## 家族
曾祖潘琮，正千户。祖父潘承賜，累贈中宪大夫知府。父潘文，万历二十三年乙未进士，歷官中宪大夫山东按察司副使、太仆寺卿。
妾石氏，上社村人，十馀歳，母构讼至郡，鬻于世宦潘云翼家，性敏慧，侍潘侧，见读书，喜形于色，潘因导以学，遂通书史，后纳为妾。明末闯陷太原，云翼被拘，备极拷掠，家人皆逃避，石氏垢面，服男子服，乞食奉潘，潘死，氏仰天哀恸，投井死。